# Sorbus ratisbonensis
Sorbus ratisbonensis är en rosväxtart som beskrevs av N.Mey.. Sorbus ratisbonensis ingår i släktet oxlar, och familjen rosväxter. Inga underarter finns listade i Catalogue of Life.